# Collegi elettorali del Regno d'Italia
Tabelle riepilogative dei collegi elettorali in uso nel Regno d'Italia per le elezioni svolte tra il 1861 e il 1934.

## Cronologia
Dati delle votazioni effettuate tra il 1861 e il 1934 per il Regno d'Italia (legislature VIII-XXX).
| Legislatura | Elezioni         | Votazione        | Votazione        | Collegi | Deputati     | Scrutinio   | Sede del Parlamento |
| Legislatura | Elezioni         | I turno          | Ballottaggio     | Collegi | Deputati     | Scrutinio   | Sede del Parlamento |
| ----------- | ---------------- | ---------------- | ---------------- | ------- | ------------ | ----------- | ------------------- |
| VIII        | Dettagli         | 27 gennaio 1861  | 3 febbraio 1861  | 443     | 443 (Elenco) | uninominale | Torino              |
| IX          | Dettagli         | 22 ottobre 1865  | 29 ottobre 1865  | 493     | 493 (Elenco) | uninominale | Firenze             |
| IX          | Dettagli         | 25 novembre 1866 | 2 dicembre 1866  | 493     | 493 (Elenco) | uninominale | Firenze             |
| X           | Dettagli         | 10 marzo 1867    | 17 marzo 1867    | 493     | 493 (Elenco) | uninominale | Firenze             |
| XI          | Dettagli         | 20 novembre 1870 | 27 novembre 1870 | 508     | 508 (Elenco) | uninominale | Roma                |
| XII         | Dettagli         | 8 novembre 1874  | 15 novembre 1874 | 508     | 508 (Elenco) | uninominale | Roma                |
| XIII        | Dettagli         | 5 novembre 1876  | 12 novembre 1876 | 508     | 508 (Elenco) | uninominale | Roma                |
| XIV         | Dettagli         | 16 maggio 1880   | 23 maggio 1880   | 508     | 508 (Elenco) | uninominale | Roma                |
| XV          | Dettagli         | 29 ottobre 1882  | 5 novembre 1882  | 135     | 508 (Elenco) | di lista    | Roma                |
| XVI         | Dettagli         | 23 maggio 1886   | 30 maggio 1886   | 135     | 508 (Elenco) | di lista    | Roma                |
| XVII        | Dettagli         | 23 novembre 1890 | 30 novembre 1890 | 135     | 508 (Elenco) | di lista    | Roma                |
| XVIII       | Dettagli         | 6 novembre 1892  | 13 novembre 1892 | 508     | 508 (Elenco) | uninominale | Roma                |
| XIX         | Dettagli         | 26 maggio 1895   | 2 giugno 1895    | 508     | 508 (Elenco) | uninominale | Roma                |
| XX          | Dettagli         | 21 marzo 1897    | 28 marzo 1897    | 508     | 508 (Elenco) | uninominale | Roma                |
| XXI         | Dettagli         | 3 giugno 1900    | 10 giugno 1900   | 508     | 508 (Elenco) | uninominale | Roma                |
| XXII        | Dettagli         | 6 novembre 1904  | 13 novembre 1904 | 508     | 508 (Elenco) | uninominale | Roma                |
| XXIII       | Dettagli         | 7 marzo 1909     | 14 marzo 1909    | 508     | 508 (Elenco) | uninominale | Roma                |
| XXIV        | Dettagli         | 26 ottobre 1913  | 2 novembre 1913  | 508     | 508 (Elenco) | uninominale | Roma                |
| XXV         | Dettagli         | 16 novembre 1919 | —                | 54      | 508 (Elenco) | di lista    | Roma                |
| XXVI        | Dettagli         | 15 maggio 1921   | —                | 40      | 535 (Elenco) | di lista    | Roma                |
| XXVII       | Dettagli         | 6 aprile 1924    | —                | 1       | 535 (Elenco) | di lista    | Roma                |
| XXVIII      | Dettagli         | 24 marzo 1929    | —                | 1       | 400 (Elenco) | totalitario | Roma                |
| XXIX        | Dettagli         | 25 marzo 1934    | —                | 1       | 400 (Elenco) | totalitario | Roma                |
| XXX         | Nessuna elezione | —                | —                | —       | (Elenco)     | —           | Roma                |

## 1861-1880: collegi uninominali
Le elezioni dal 1861 (VIII legislatura del Regno d'Italia) al 1880 (XIV legislatura del Regno d'Italia) si svolsero con sistema maggioritario con collegio uninominale a doppio turno.

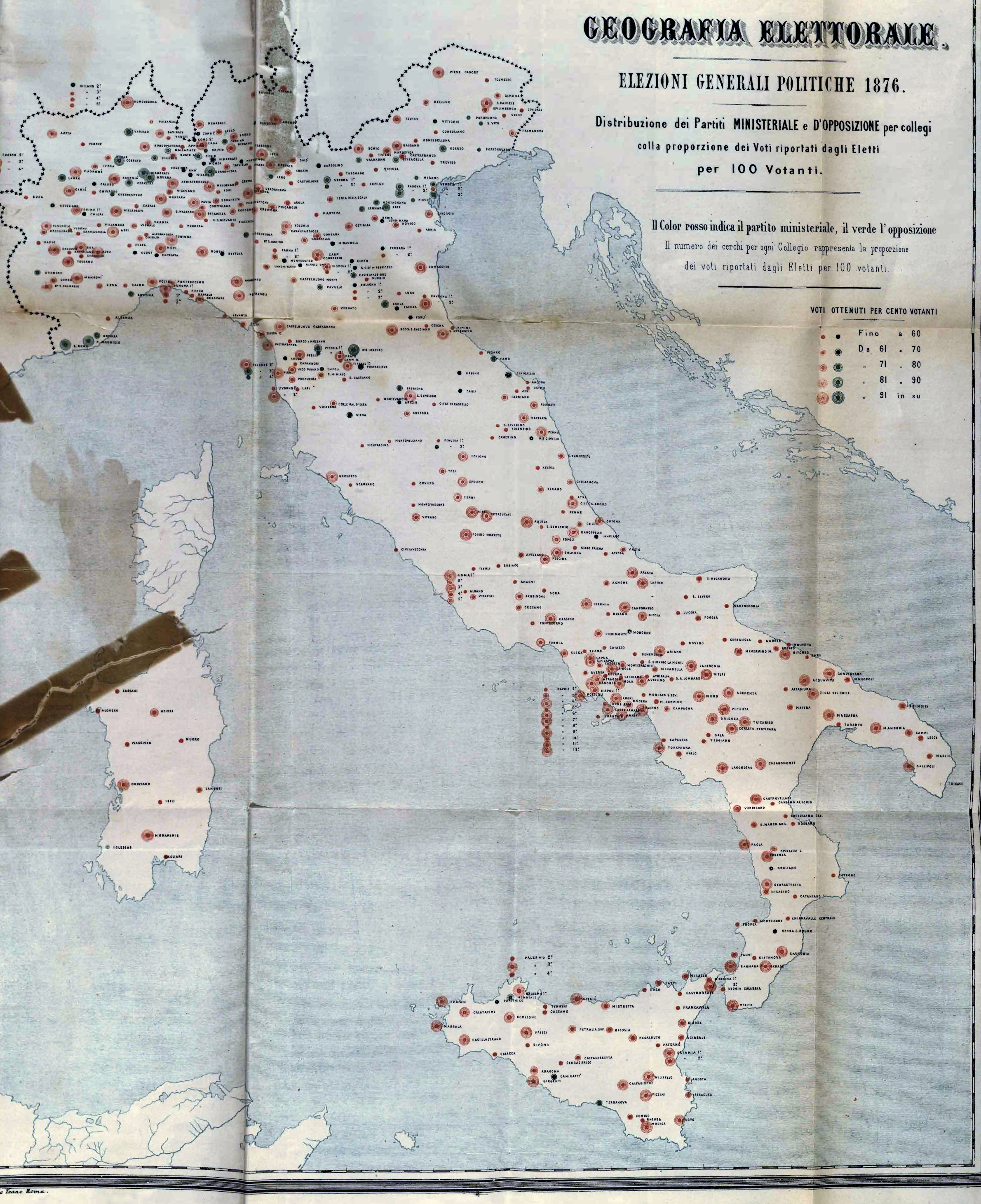
Carta dei collegi del 1876 (Focardi)
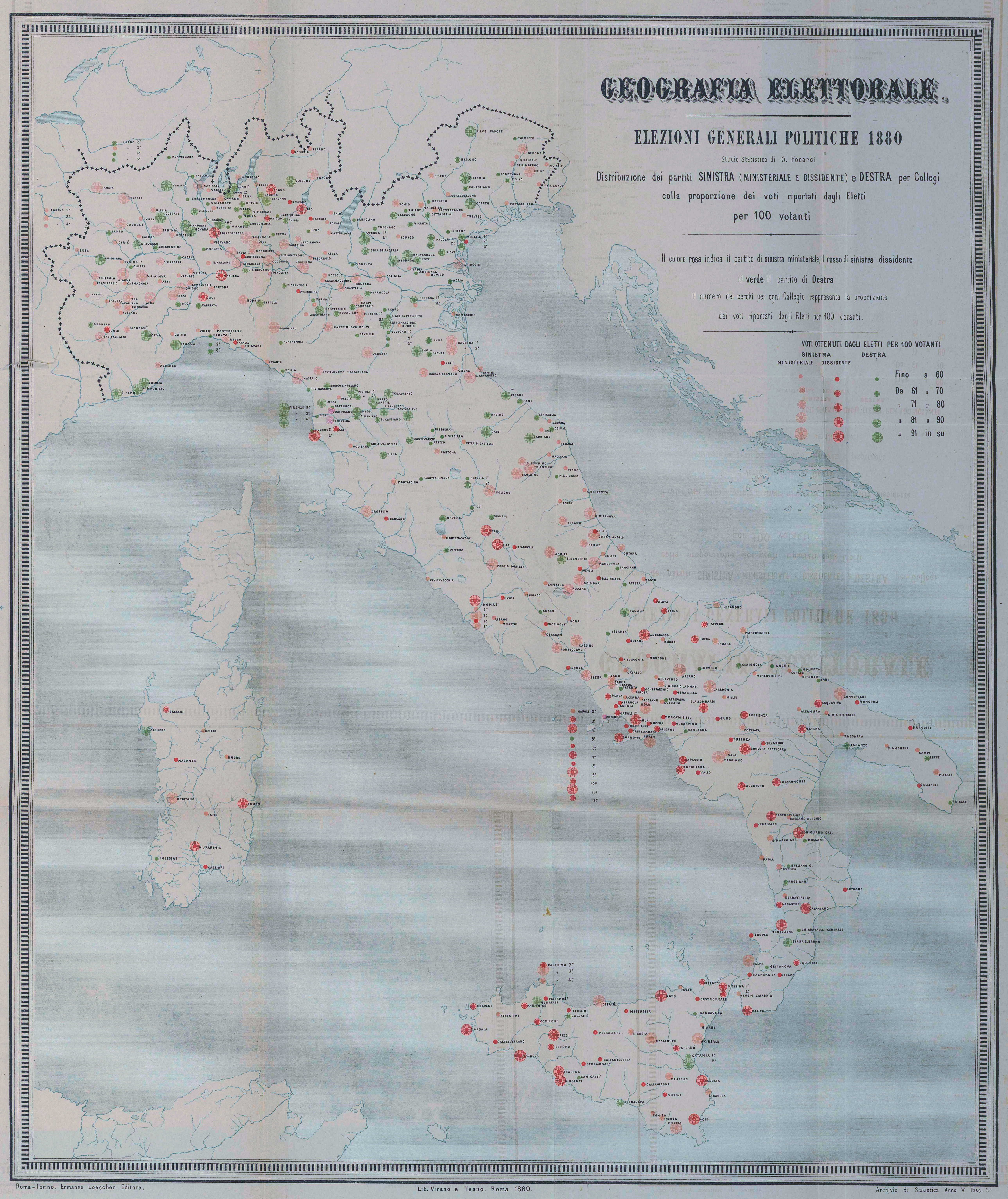
Carta dei collegi del 1880 (Focardi)

### 1861
Con la riforma della legge elettorale, nel dicembre 1860 fu approvata una nuova tabella dei collegi elettorali, che all'inizio dell'anno successivo portò all'elezione dei deputati del neonato Regno d'Italia. I 443 collegi rimasero in uso anche per le successive elezioni, con aggiunte per i territori annessi successivamente.

### 1866
In virtù del plebiscito del 1866 per l'annessione delle province venete e della provincia di Mantova al Regno d'Italia, vennero creati nuovi collegi elettorali, che si aggiunsero ai precedenti.
Questi nuovi collegi vennero subito convocati nel 1866 per le elezioni politiche della IX legislatura del Regno d'Italia.
La tabella dei 50 collegi uninominali, aggiunti ai 443 collegi già definiti nel 1861, fu approvata con regio decreto 13 ottobre 1866, n. 3282.

### 1870
Con l'annessione dei territori laziali, nel 1870 vennero stabiliti nuovi collegi elettorali per la provincia di Roma per le elezioni politiche dell'XI legislatura del Regno d'Italia.
Inizialmente con regio decreto 15 ottobre 1870, n. 5932 furono attribuiti 14 collegi elettorali alla provincia di Roma. Correggendo però l'errata valutazione della popolazione della città di Roma, con regio decreto 6 novembre 1870, n. 5985, fu approvata una nuova tabella con 15 collegi elettorali.
In totale i collegi elettorali del Regno d'Italia, insieme ai collegi già stabiliti nel 1861 e a quelli aggiunti nel 1866, diventarono 508.

## 1882-1891: collegi plurinominali
Le elezioni dal 1882 (XV legislatura) al 1890 (XVII legislatura) si svolsero con collegio di lista a suffragio allargato.
Vennero stabiliti 135 collegi elettorali per l'elezione di 508 deputati.

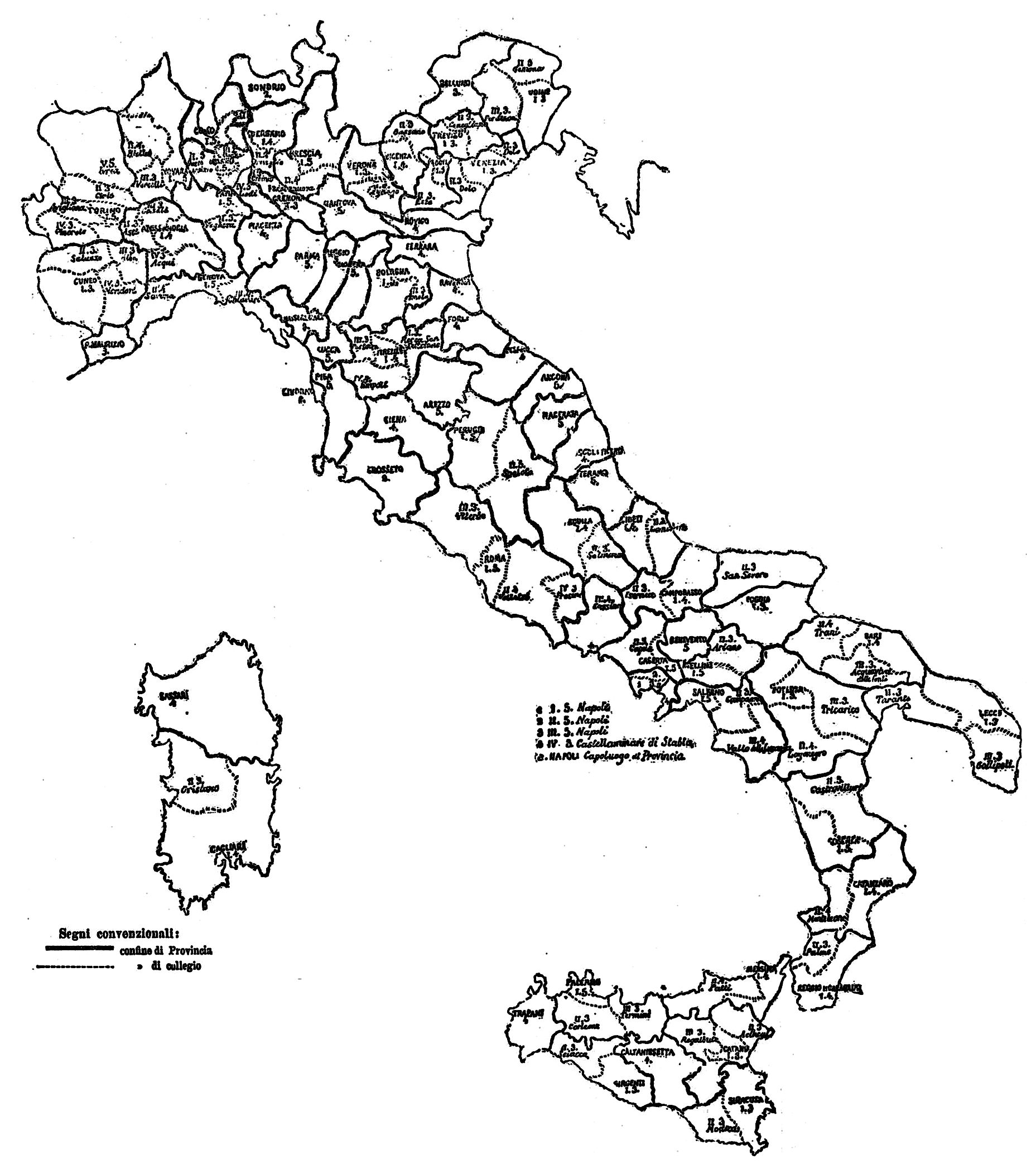
Carta dei collegi del 1882 (Focardi)

## 1891-1913: collegi uninominali
Le elezioni dal 1892 (XVIII legislatura) al 1913 (XXIV legislatura) si svolsero con sistema maggioritario con collegio uninominale con suffragio allargato.
La tabella dei 508 collegi uninominali fu approvata con regio decreto 14 giugno 1891, n. 280.
In totale il numero di deputati era ancora pari a 508.

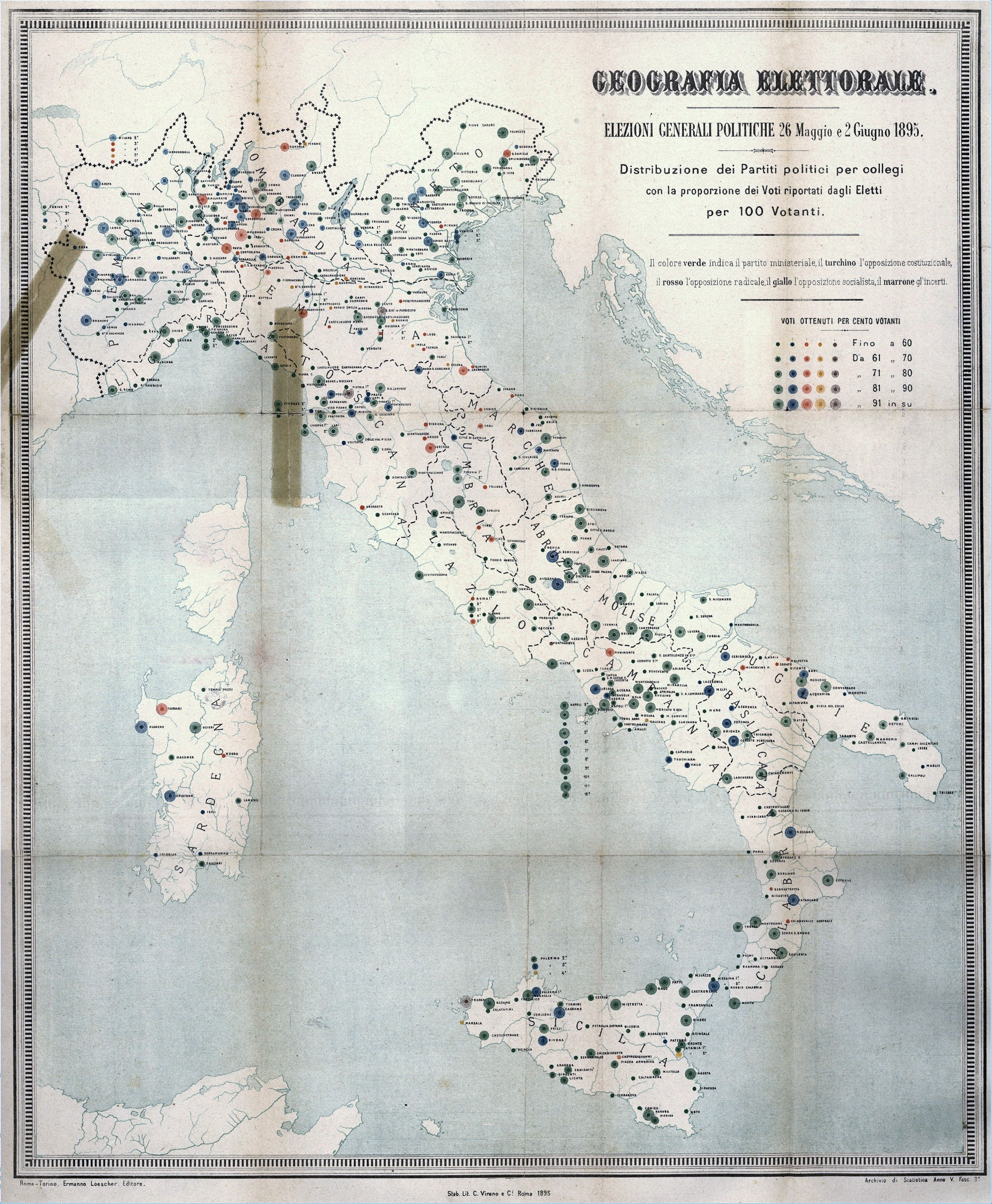
Carta dei collegi del 1895 (Focardi)
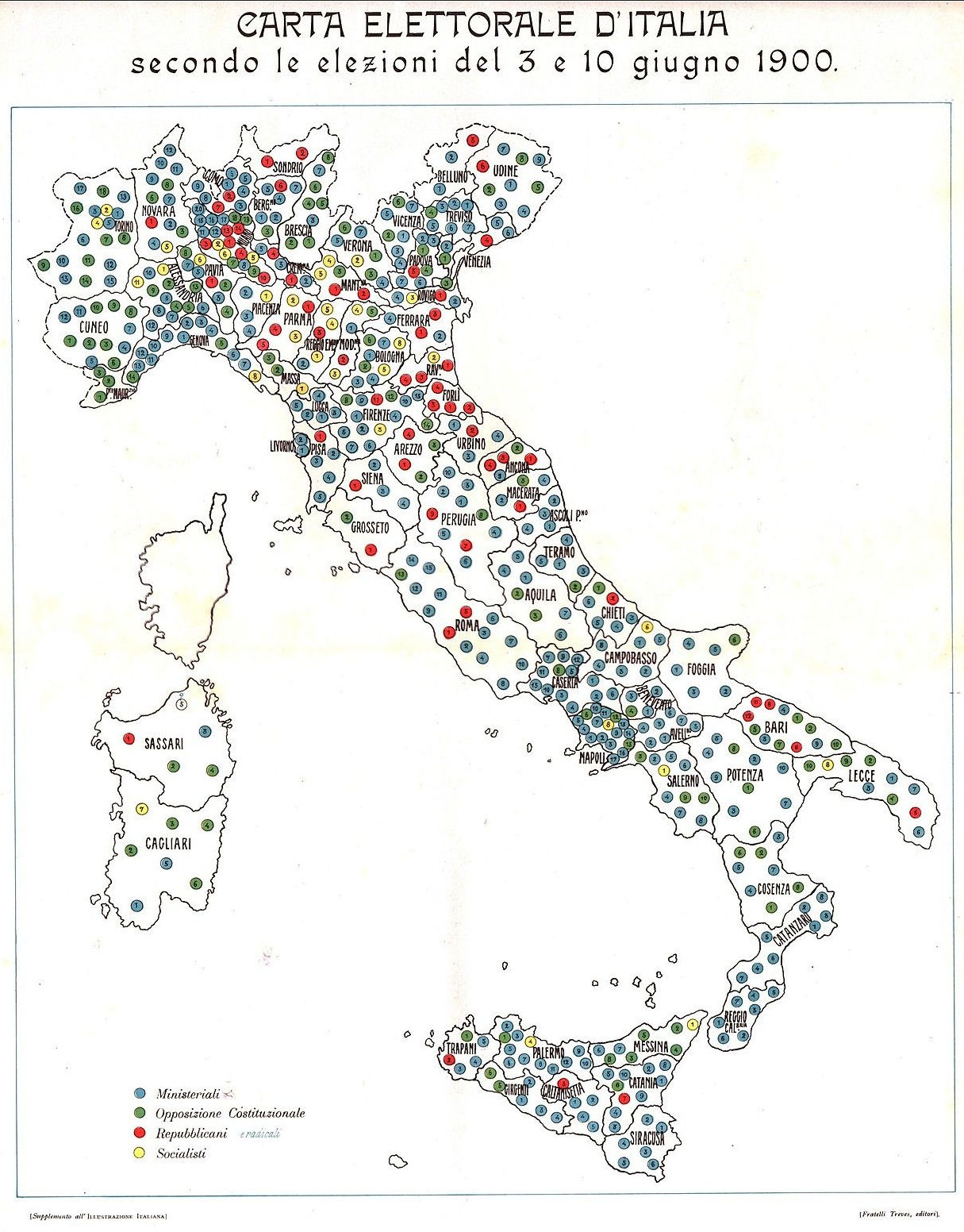
Mappa elettorale d'Italia per le elezioni del 1900

## 1919-1921: collegi plurinominali
Le elezioni del 1919 (XXV legislatura) e del 1921 (XXVI legislatura) si svolsero con collegio di lista con rappresentanza proporzionale a suffragio allargato.
Per il 1919 erano stabiliti 54 collegi per 508 deputati; nel 1921 i collegi divennero 40 per un totale di 535 deputati.

## 1924-1934: collegio unico
Dal 1924 (XXVII legislatura) al 1934 (XXIX legislatura) si ebbero votazioni in un unico collegio nazionale.
Le votazioni del 1924 si svolsero con scrutinio di lista a sistema maggioritario a suffragio allargato. Il collegio unico era suddiviso in 15 circoscrizioni elettorali.
Le votazioni del 1929 e del 1934 si svolsero in forma plebiscitaria.